# ظهر السود (القفر)

تعديل مصدري - تعديل

ظهر السود محلة تابعة لقرية عوبل، التابعة لعزلة بني سيف العالي بمديرية القفر إحدى مديريات محافظة إب في الجمهورية اليمنية، بلغ تعداد سكانها 61 حسب تعداد اليمن لعام 2004.